# 佳能PowerShot A620
佳能 PowerShot A620是一款佳能出品的数码相机，属于Canon PowerShot系列，它于2005年8月发布。
与Canon PowerShot A620同时发布的还有A610，功能基本一致，像素比A620略低。
PowerShot A620被期望取代A95。A620的继任者是A640。

## 主要性能参数
- 7.1 百万 有效象素
- 4倍光学变焦
- 1/1.8 英寸 CCD

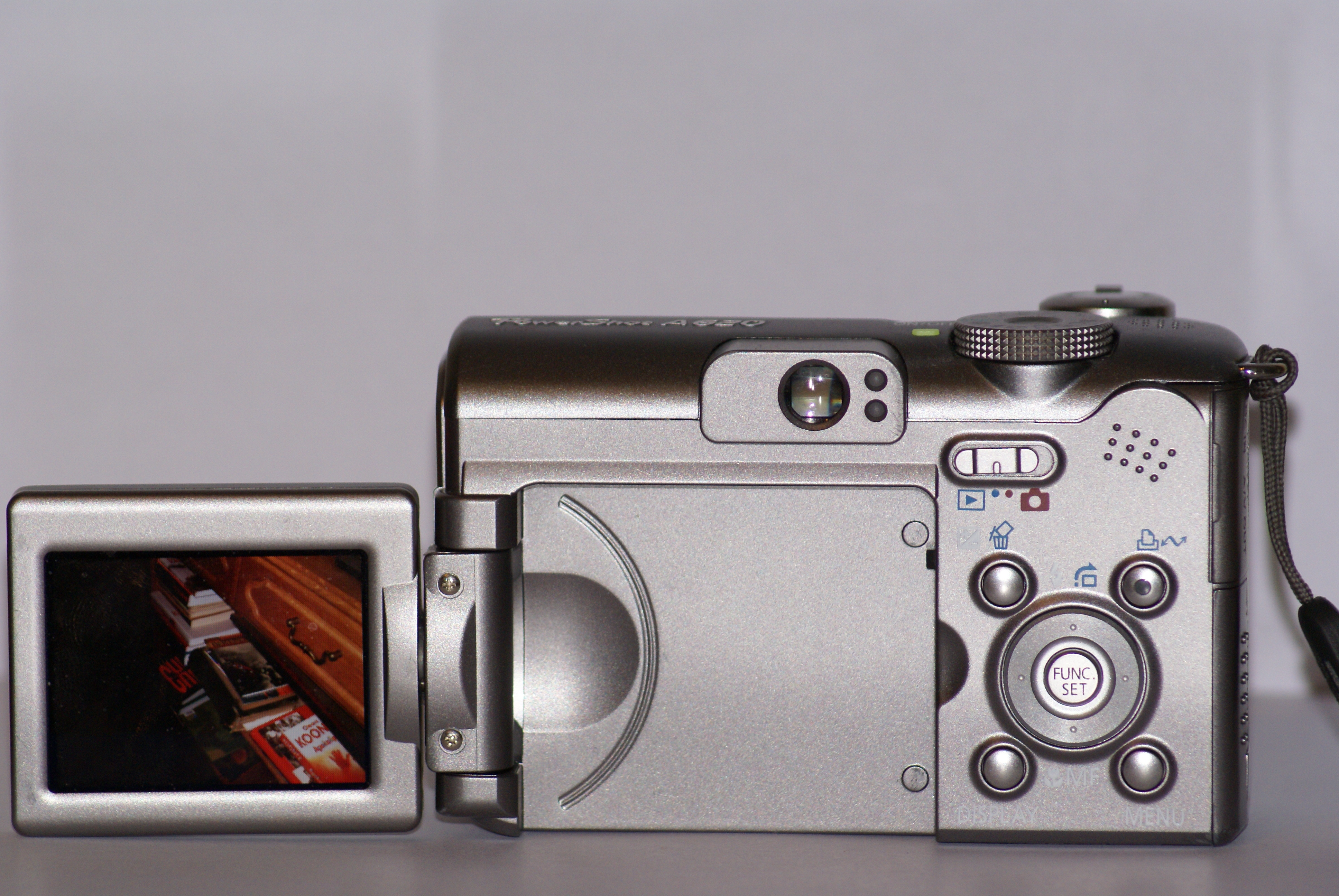
PowerShot A620，其带有自A95继承下来的旋转式液晶屏

- 2.0寸可旋转TFT液晶屏，分辨率11.5万象素
- 快门：15～1/2500秒
- ISO：50/100/200/400
- 9点智能对焦
- 有声短片记录（Motion JPEG编码与单声道音频）
- 使用SD卡／MMC卡作为存储介质
- 使用DIGIC II数字处理芯片
- 使用4节AA电池
- Exif 2.2
- 不带电池约235克

## 改机
佳能PowerShot A6x0系列拥有较大尺寸的CCD，为优质成像提供了保证。有爱好者研究出对 A6x0 及S2 IS与S3 IS进行修改而使其能输出RAW格式图像的方法。这使A6x0变得更加具有吸引力。